# 311785 Erwanmazarico
311785 Erwanmazarico este o planetă minoră (asteroid) din centura de asteroizi. A fost descoperită pe 19 octombrie 2006 la  de David R. Skillman⁠(d). 
Obiectul prezintă o orbită caracterizată de o semiaxă mare de 2,7999154951047 UAi, o excentricitate de 0,29, o înclinație de 8,6 ° în raport cu ecliptica.